# ジヒドロオロト酸デヒドロゲナーゼ (キノン)
ジヒドロオロト酸デヒドロゲナーゼ (キノン)（dihydroorotate dehydrogenase (quinone), DHOD, DHODH）は、ジヒドロオロト酸デヒドロゲナーゼのうちキノンを電子受容体とするもの（クラス2）である。ピリミジンのde novo合成の4番目の化学反応を触媒する酸化還元酵素であり、補因子としてFMNを結合するフラボタンパク質である。

## 反応
(S)-ジヒドロオロト酸 + キノン {\displaystyle \rightleftharpoons } オロト酸 + キノール

## 構造
真核生物の場合は、正電荷を持つ両親媒性のαヘリックスと、疎水性膜貫通領域からなる2部構造のミトコンドリア移行配列をN末端に持っている。これによってミトコンドリア内膜に運ばれる。

## 分布
主としてグラム陰性菌の細胞膜や、真核生物のミトコンドリア内膜に存在している。

## 臨床上の重要性
免疫抑制剤のテリフルノミドおよびレフルノミドはDHODHを阻害することが示されている。レフルノミドは関節リウマチや乾癬性関節炎、多発性硬化症の治療に用いられる。 免疫抑制効果は、T細胞でのピリミジン供給が欠乏すること、あるいはさらに複雑なインターフェロンやインターロイキンが関与した経路によると考えられるがさらなる研究が必要である。
DHODH遺伝子に変異が入るとMiller症候群（Genee-Wiedemann症候群、Wildervanck-Smith症候群、post axial acrofacial dystosisとも）の原因となる。